# Cổng Thiên Đàng

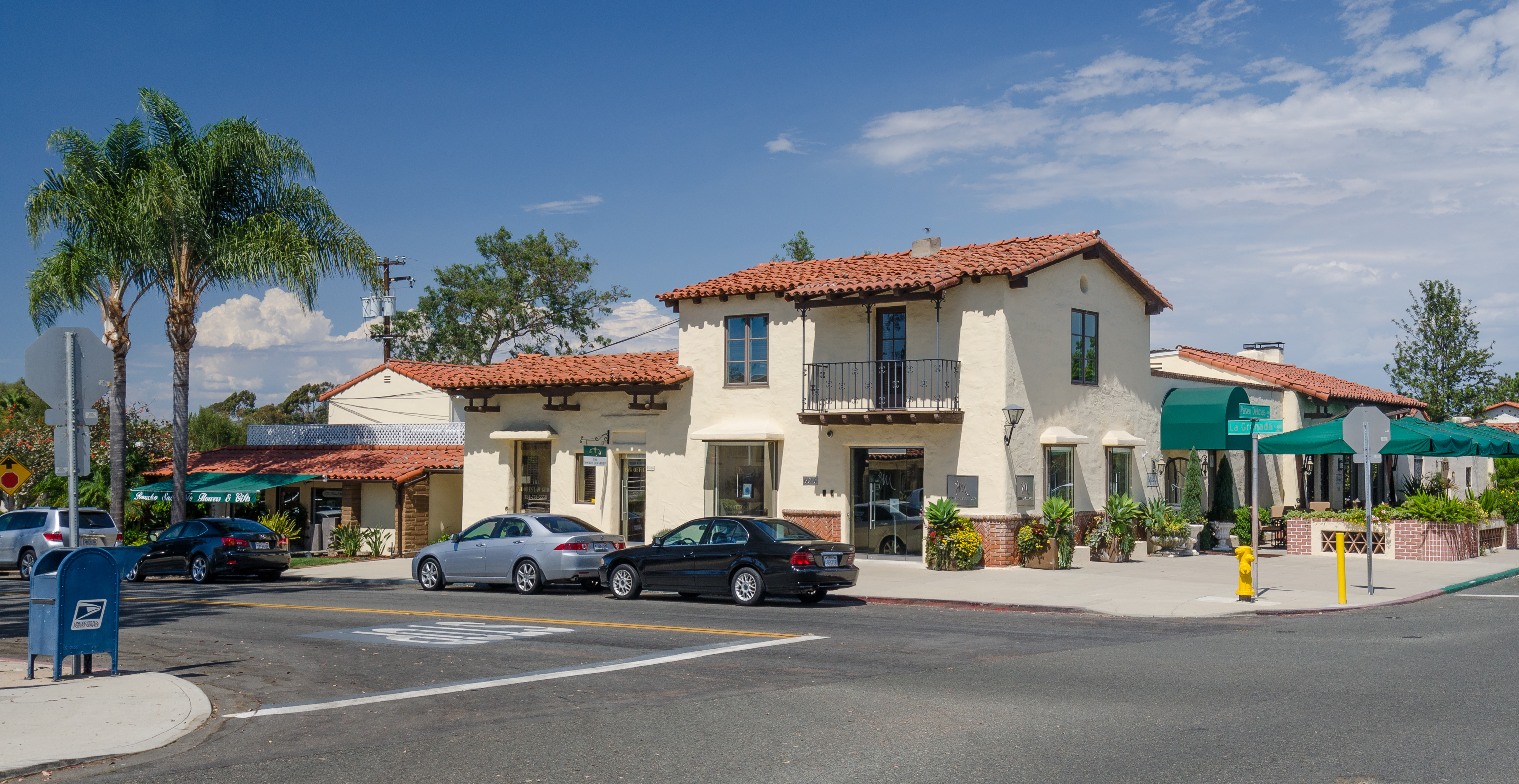
Trụ sở Rancho Santa Fe của giáo phái Cổng Thiên đàng

Giáo phái Cổng Thiên Đàng (Heaven's Gate) là một phong trào tôn giáo mới của Mỹ thường được mô tả là một cuồng giáo mà các hội viên của giáo phái này đã tự sát hàng loạt vào năm 1997. Giáo phái được thành lập vào năm 1974 và do Bonnie Nettles (1927–1985) và Marshall Applewhite (1931–1997) lãnh đạo. Các học giả đã mô tả thần học về Cổng Thiên Đường là sự kết hợp giữa thuyết Nghìn năm Cơ Đốc giáo, Thời Đại mới và UFO học, và do đó nó được coi là một tôn giáo UFO. Tín nhân của giáo phái này tin rằng, con người không thể phát triển trong tình trạng hiện tại, phải tiến tới cõi vô hình, một trung giới khác. Linh hồn con người rời khỏi thể xác, lơ lửng trong một thế giới riêng, bay lượn khắp vũ trụ. Tín đồ Cổng Thiên đường cũng tin rằng một phi thuyền ngoài hành tinh đi theo sao chổi Hale-Bopp và họ sẵn sàng gia nhập cõi khác ở tầng nấc cao hơn xét về sự phát triển của con người. 

## Tổng quan
Nettles và Applewhite gặp nhau lần đầu vào năm 1972 và bắt đầu hành trình khám phá tâm linh, tự nhận mình là hai nhân chứng của Khải Huyền, thu hút hàng trăm người sùng mộ vào giữa những năm 1970. Năm 1976, một nhóm cốt lõi gồm vài chục thành viên đã ngừng tuyển dụng và bắt đầu lối sống đan sĩ. Niềm tin trọng tâm của nhóm tín nhân là những người sùng mộ có thể biến mình thành những sinh vật ngoài Trái đất bất tử bằng cách từ chối bản chất con người của họ và họ sẽ lên thiên đàng, được gọi là "Cấp độ tiếp theo" hoặc "Cấp độ tiến hóa trên con người". Sau cái chết của Nettles vì bệnh ung thư vào năm 1985 đã thách thức quan điểm của nhóm về sự thăng thiên nơi mà ban đầu họ tin rằng họ sẽ lên thiên đàng khi còn sống trên một chiếc đĩa bay, sau đó họ tin rằng cơ thể chỉ đơn thuần là một "vật chứa" hay "phương tiện" dành cho linh hồn và ý thức của họ sẽ được chuyển sang "các cơ thể Cấp độ Tiếp theo" mới" cho đến chết.
Vào tháng 3 năm 1997, các thành viên giáo phái chuyển sang cõi khác bằng cách uống thuốc độc. Thi thể của 40 thành viên, trong đó có Applewhite được tìm thấy trong một tòa nhà ở bang California. Họ đều mặc trang phục giống nhau, gồm giầy hiệu Nike, mảnh vải màu tím che kín đầu và thân. Thành viên giáo phái Cổng Thiên đường tự sát trong trang phục giống nhau. Vào ngày 26 tháng 3 năm 1997, các đại biểu của Sở Cảnh sát Hạt San Diego đã phát hiện thi thể của 39 thành viên cốt cán của nhóm, bao gồm cả Applewhite, trong một ngôi nhà ở Rancho Santa Fe, ngoại ô San Diego. Họ đã tham gia vào một loạt nghi lễ tự sát phối hợp, trùng với thời điểm Sao chổi Hale–Bopp tiếp cận gần nhất. Ngay trước vụ tự sát hàng loạt, trang web của nhóm đã được cập nhật với thông báo: Hale–Bopp đóng cửa Cổng Trời. Với 22 năm học tập trên hành tinh Trái đất của chúng ta cuối cùng cũng sắp kết thúc—'tốt nghiệp' từ Cấp độ Tiến hóa của Con người. Chúng tôi vui vẻ chuẩn bị rời khỏi thế giới này.